# Stożkówka zimowo-jesienna

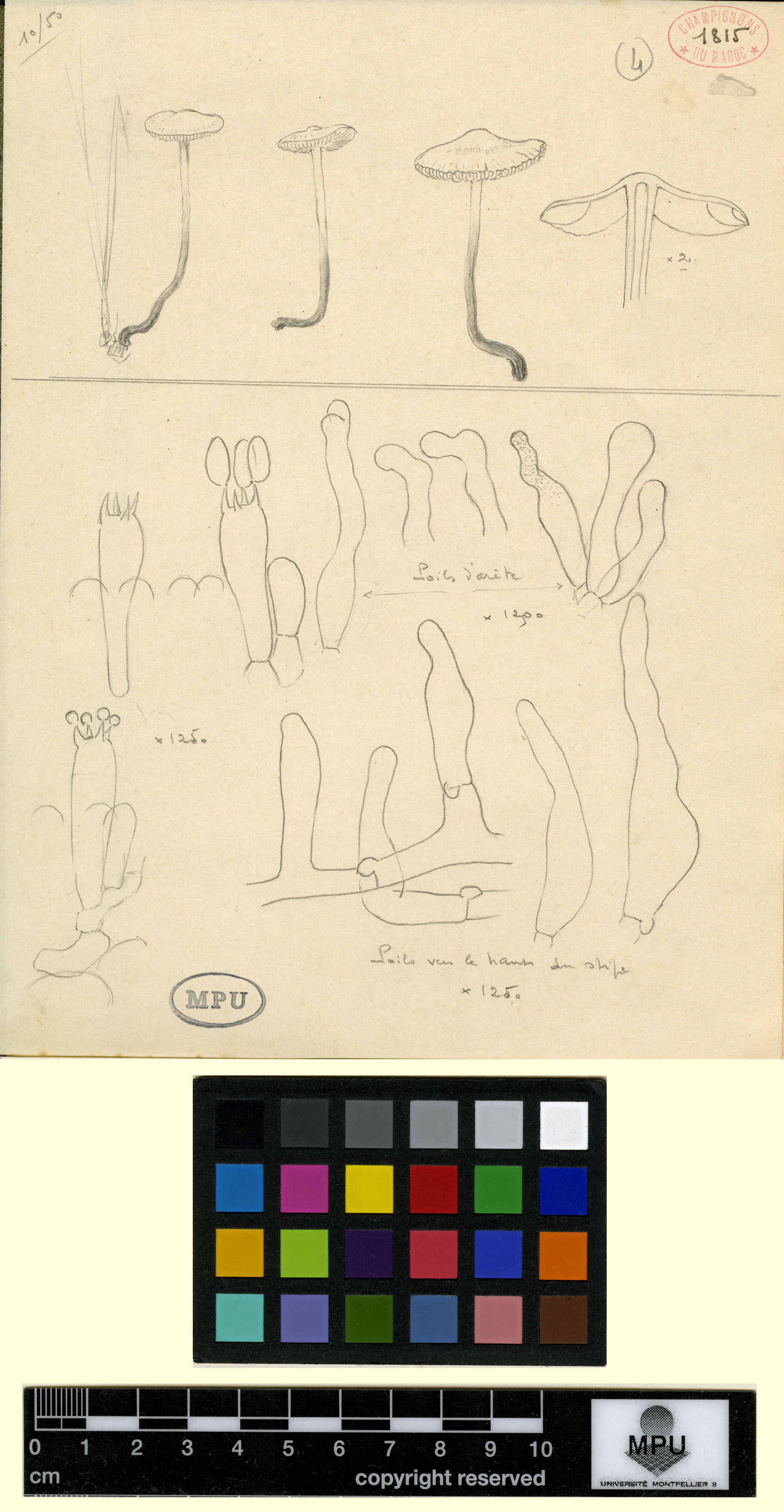

Stożkówka zimowo-jesienna (Conocybe velata (Velen.) Watling) – gatunek grzybów z rodziny gnojankowatych (Bolbitiaceae).

## Systematyka i nazewnictwo
Pozycja w klasyfikacji według Index Fungorum: Conocybe, Bolbitiaceae, Agaricales, Agaricomycetidae, Agaricomycetes, Agaricomycotina, Basidiomycota, Fungi.
Po raz pierwszy opisał go w 1921 r. Josef Velenovský, nadając mu nazwę Galera velata. W 2004 r. Roy Watling przeniósł go do rodzaju Conocybe. Niektóre inne synonimy.
- Conocybe appendiculata J.E. Lange & Kühner 1935
- Conocybe appendiculata J.E. Lange & Kühner ex Watling 1971
- Galera appendiculata J.E. Lange 1938
- Pholiotina appendiculata (J.E. Lange & Kühner ex Watling) Singer 1985
- Pholiotina velata (Velen.) Hauskn. 1999

Polską nazwę zarekomendował Władysław Wojewoda w 2003 roku (dla synonimu Conocybe appendiculata).

## Morfologia
Owocnik
Kapelusz o średnicy 10–25 mm, wysokości 25 mm, początkowo półkulisty, następnie bardziej lub mniej wypukły z garbkiem, słabo prążkowany przy brzegu. Powierzchnia ciemniejsza na środku. Blaszki brązowe, rdzawobrązowe, rdzawe, z białawymi krawędziami. Bez zapachu.
Cechy mikroskopowe
Zarodniki 7-9 × 4,5–5,5 μm, o ściankach średniej grubości z widocznymi porami rostkowymi. Podstawki 17-32 × 7–9,5 μm. Cheilocystydy 25-45 × 6-12 × 2-6(8) μm, mniej lub bardziej główkowate.

## Występowanie i siedlisko
Podano stanowiska w Ameryce Północnej, Europie i Azji. W Polsce do 2003 r. podano jedno stanowisko (z nazwą naukową Conocybe appendiculata), ale wiele stanowisk podano później (dla synonimu Pholiotina velata). W internetowym atlasie grzybów znajduje się na liście gatunków zagrożonych i wartych objęcia ochroną.
Naziemne grzyby saprotroficzne.